# Esterre
Esterre est une commune française située dans le sud du département des Hautes-Pyrénées, en région Occitanie. Sur le plan historique et culturel, la commune est dans la province du Lavedan, partie sud-occidentale de la Bigorre et constituée d'un ensemble de sept vallées en amont de la ville de Lourdes.
Exposée à un climat de montagne, elle est drainée par le Bastan et par divers autres petits cours d'eau. Incluse dans le Parc national des Pyrénées, la commune possède un patrimoine naturel remarquable composé de quatre zones naturelles d'intérêt écologique, faunistique et floristique.
Esterre est une commune rurale qui compte 186 habitants en 2022. Elle est dans l'unité urbaine de Luz-Saint-Sauveur. Ses habitants sont appelés les Esterrois ou  Esterroises.

## Géographie

### Localisation
La commune d'Esterre se trouve dans le département des Hautes-Pyrénées, en région Occitanie.
Elle se situe à 40 km à vol d'oiseau de Tarbes, préfecture du département, et à 17 km d'Argelès-Gazost, sous-préfecture.
Les communes les plus proches sont : 
Viella (0,6 km), Esquièze-Sère (0,7 km), Luz-Saint-Sauveur (0,8 km), Viey (1,6 km), Sassis (2,0 km), Betpouey (2,3 km), Vizos (2,4 km), Sazos (2,8 km).
Sur le plan historique et culturel, Esterre fait partie de la province historique du Lavedan, partie sud-occidentale de la Bigorre et constitué d'un ensemble de sept vallées en amont de la ville de Lourdes. Historiquement, elle  fait partie de la province de Gascogne, et plus particulièrement du comté de Bigorre. La commune est dans le pays Toy, qui s'étend sur 43 302 hectares des gorges de Pierrefitte au col du Tourmalet et au cirque de Gavarnie,.
Esterre est limitrophe de cinq autres communes.

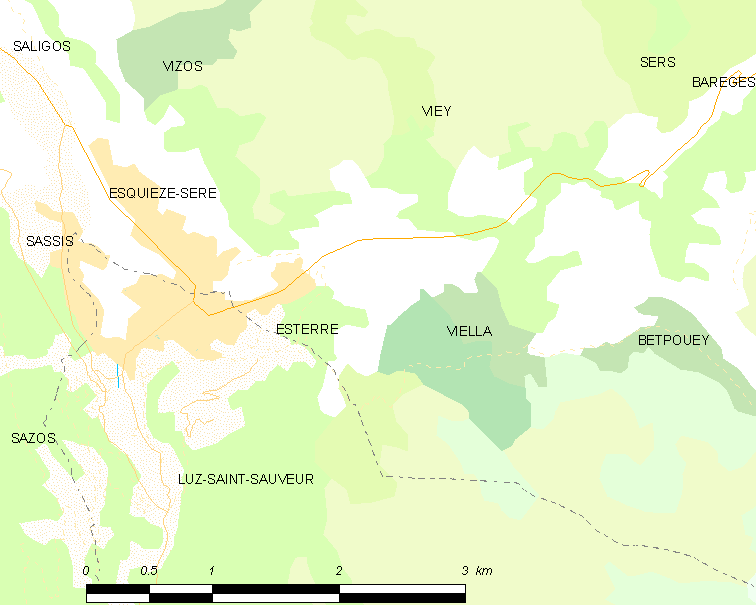
Carte de la commune d'Esterre et des proches communes.

| Saligos       |                   | Viey   |
| Esquièze-Sère | Esterre           | Viella |
|               | Luz-Saint-Sauveur |        |

### Paysages et relief

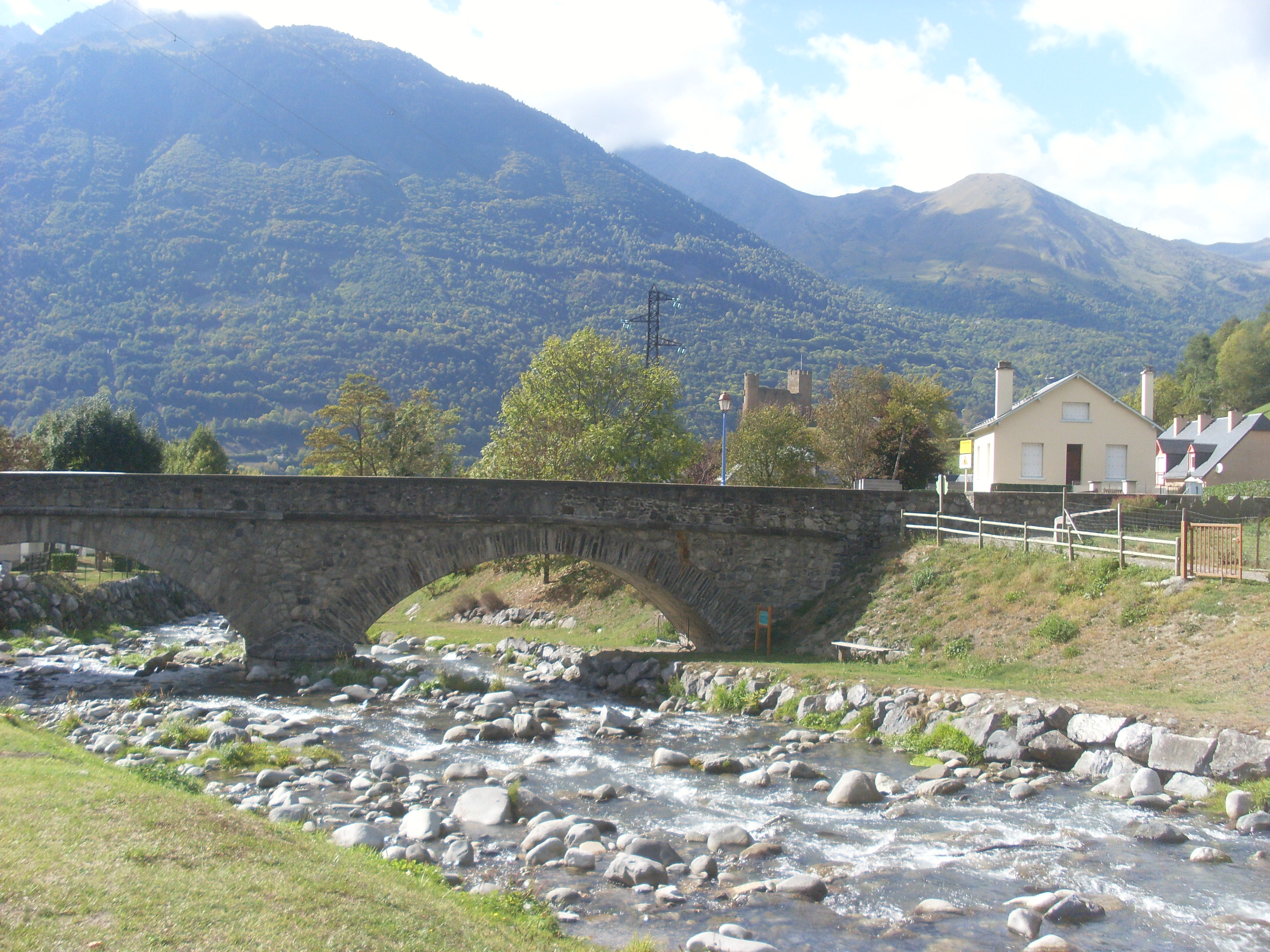
Le Bastan à Esterre et le château Sainte-Marie en arrière-plan.
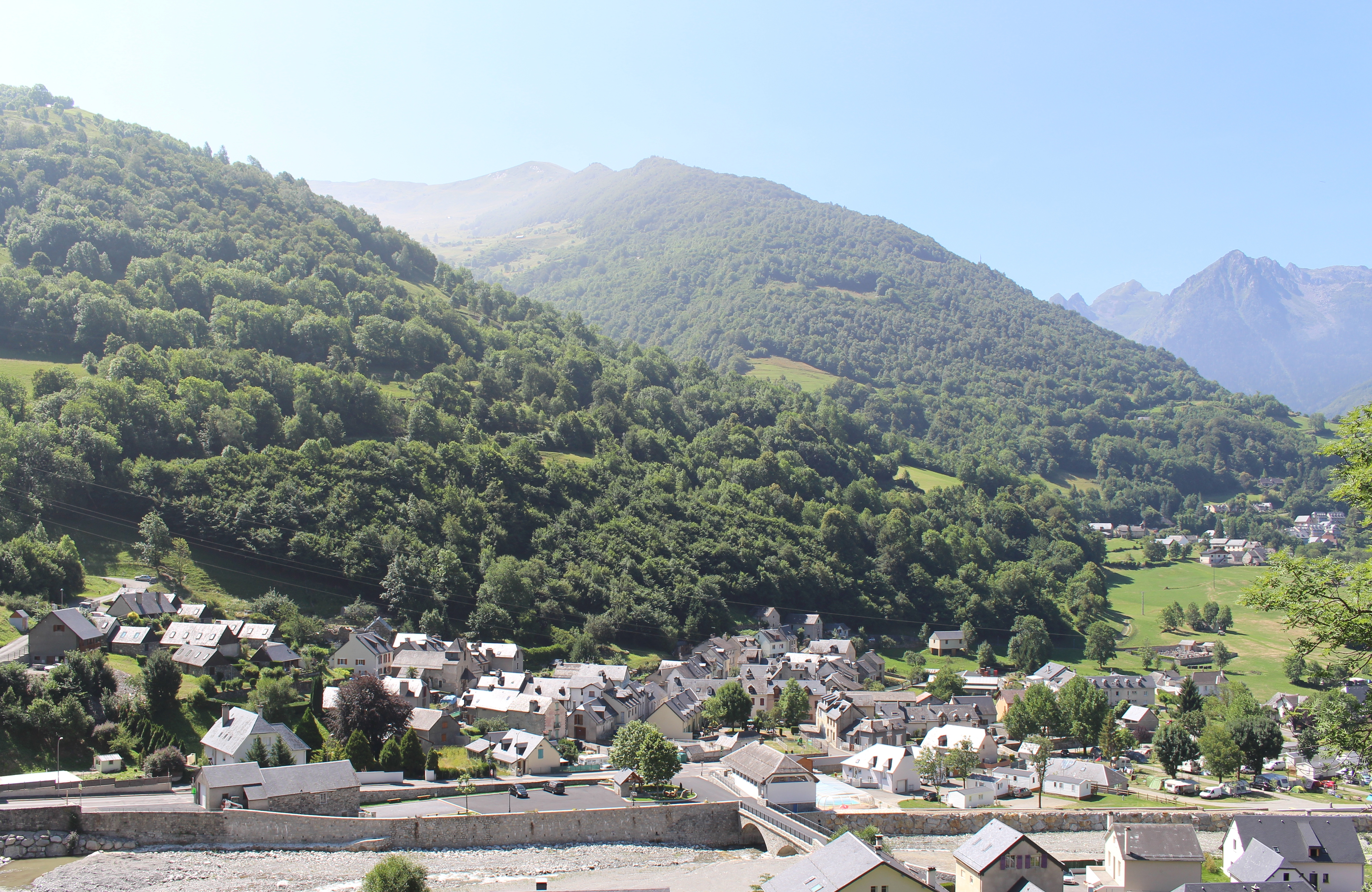
Vue en été.

### Hydrographie

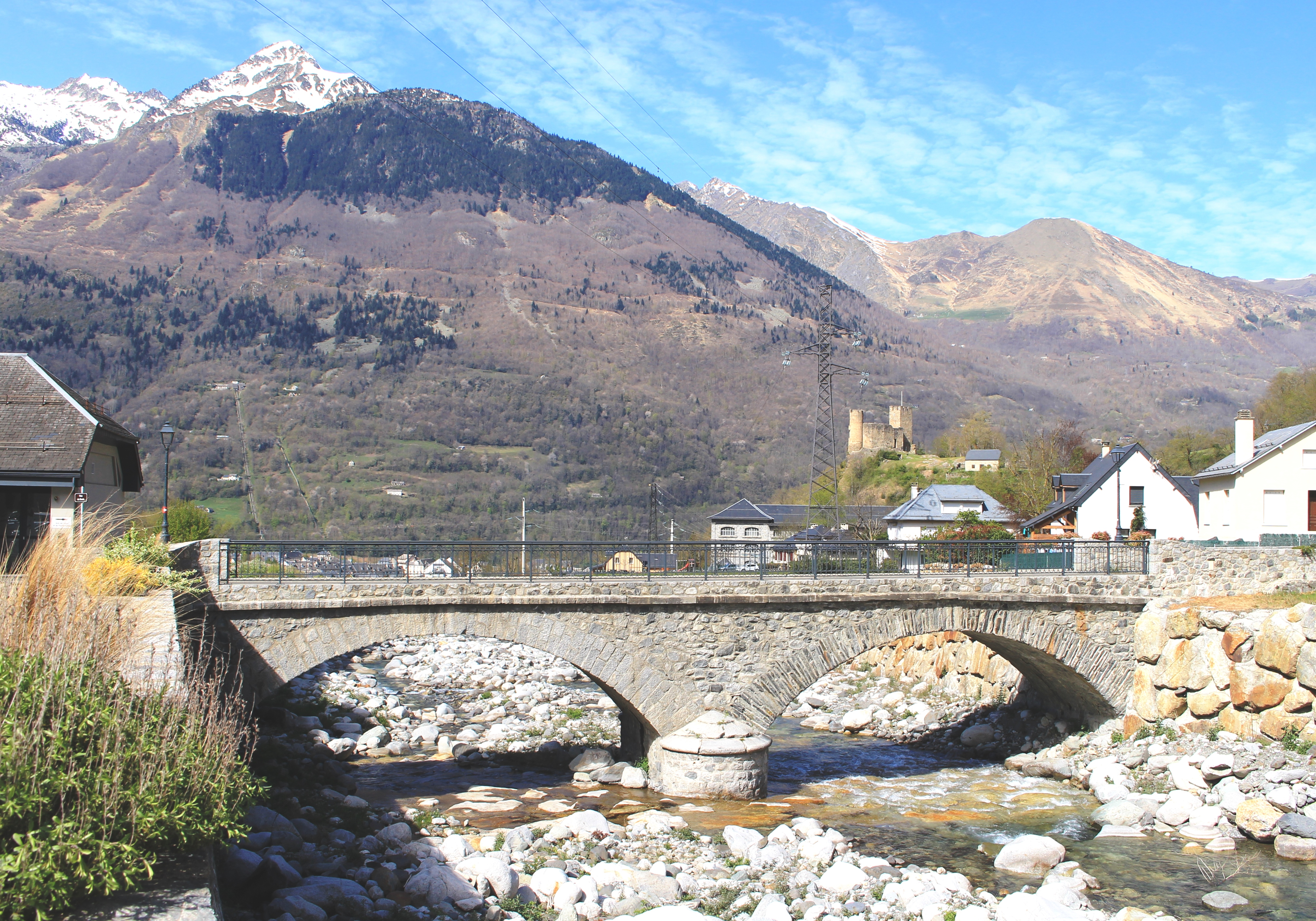
Le pont au-dessus de le Bastan.

Elle est drainée par le Bastan et par divers petits cours d'eau, constituant un réseau hydrographique de 4 km de longueur totale,.
Le Bastan, d'une longueur totale de 12,9 km, prend sa source dans la commune de Sers et s'écoule du nord-est au sud-ouest. Il traverse la commune et se jette dans le gave de Pau à Sassis.

### Climat
Le climat qui caractérise la commune est qualifié, en 2010, de « climat de montagne », selon la typologie des climats de la France qui compte alors huit grands types de climats en métropole. En 2020, la commune ressort du même type de climat dans la classification établie par Météo-France, qui ne compte désormais, en première approche, que cinq grands types de climats en métropole. Pour ce type de climat, la température décroît rapidement en fonction de l'altitude. On observe une nébulosité minimale en hiver et maximale en été. Les vents et les précipitations varient notablement selon le lieu.
Les paramètres climatiques qui ont permis d’établir la typologie de 2010 comportent six variables pour les températures et huit pour les précipitations, dont les valeurs correspondent à la normale 1971-2000. Les sept principales variables caractérisant la commune sont présentées dans l'encadré ci-après.
| Paramètres climatiques communaux sur la période 1971-2000 - Moyenne annuelle de température : 10,6 °C - Nombre de jours avec une température inférieure à −5 °C : 5,4 j - Nombre de jours avec une température supérieure à 30 °C : 3,5 j - Amplitude thermique annuelle : 14,5 °C - Cumuls annuels de précipitation : 1 210 mm - Nombre de jours de précipitation en janvier : 10,8 j - Nombre de jours de précipitation en juillet : 8,7 j |

Avec le changement climatique, ces variables ont évolué. Une étude réalisée en 2014 par la Direction générale de l'Énergie et du Climat complétée par des études régionales prévoit en effet que la  température moyenne devrait croître et la pluviométrie moyenne baisser, avec toutefois de fortes variations régionales. Ces changements peuvent être constatés sur la station météorologique de Météo-France la plus proche, « Barèges Ville », sur la commune de Barèges, mise en service en 1944 et qui se trouve à 5 km à vol d'oiseau,, où la température moyenne annuelle est de 8,9 °C et la hauteur de précipitations de 1 235,3 mm pour la période 1981-2010.
Sur la station météorologique historique la plus proche, « Tarbes-Lourdes-Pyrénées », sur la commune d'Ossun, mise en service en 1946 et à 34 km, la température moyenne annuelle évolue de 12,2 °C pour la période 1971-2000, à 12,6 °C pour 1981-2010, puis à 12,9 °C pour 1991-2020.

### Milieux naturels et biodiversité

#### Espaces protégés
La protection réglementaire est le mode d’intervention le plus fort pour préserver des espaces naturels remarquables et leur biodiversité associée,.
Dans ce cadre, la commune fait partie de l'aire d'adhésion du Parc National des Pyrénées. Ce  parc national, créé en 1967, abrite une faune riche et spécifique particulièrement intéressante : importantes populations d’isards, colonies de marmottes réimplantées avec succès, grands rapaces tels le Gypaète barbu, le Vautour fauve, le Percnoptère d’Égypte ou l’Aigle royal, le Grand tétras et le discret Desman des Pyrénées qui constitue l’exemple type de ce précieux patrimoine confié au Parc national et aussi l'Ours des Pyrénées,,.

#### Zones naturelles d'intérêt écologique, faunistique et floristique
L’inventaire des zones naturelles d'intérêt écologique, faunistique et floristique (ZNIEFF) a pour objectif de réaliser une couverture des zones les plus intéressantes sur le plan écologique, essentiellement dans la perspective d’améliorer la connaissance du patrimoine naturel national et de fournir aux différents décideurs un outil d’aide à la prise en compte de l’environnement dans l’aménagement du territoire.
Trois ZNIEFF de type 1 sont recensées sur la commune :
- le « cours moyen du Gave de Pau (Gave de Luz) et ruisseau de Bastan » (109 ha), couvrant 15 communes du département[27] ;
- le « massif en rive gauche du Bastan » (8 315 ha), couvrant 10 communes du département[28],
- le « versant sud du Soum d´Arrouy, du Gave au pic de Barbe » (4 507 ha), couvrant 9 communes du département[29] ;

et une ZNIEFF de type 2, : 
les « vallées de Barèges et de Luz » (22 843 ha), couvrant 24 communes du département.

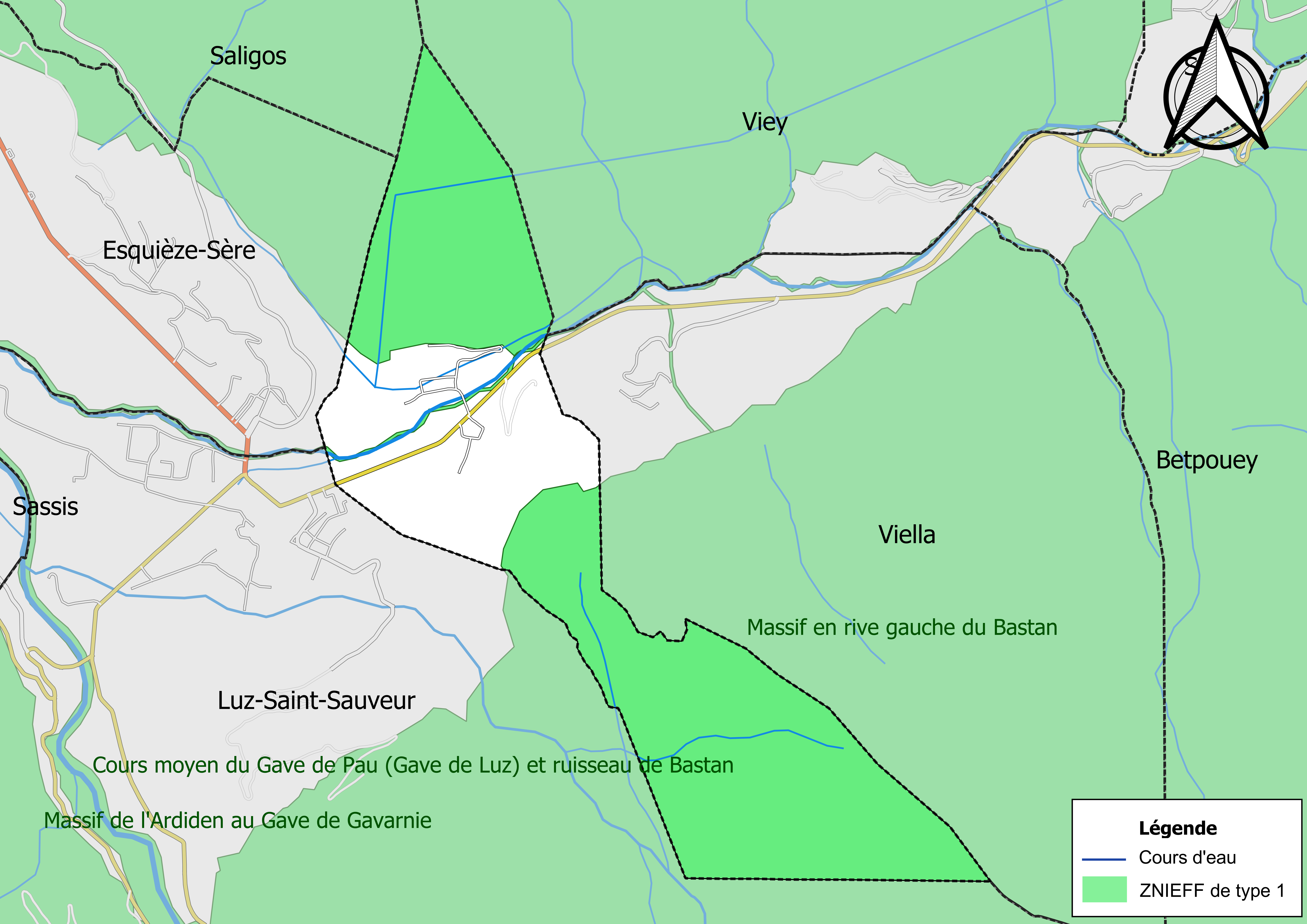
Carte des ZNIEFF de type 1 sur la commune.
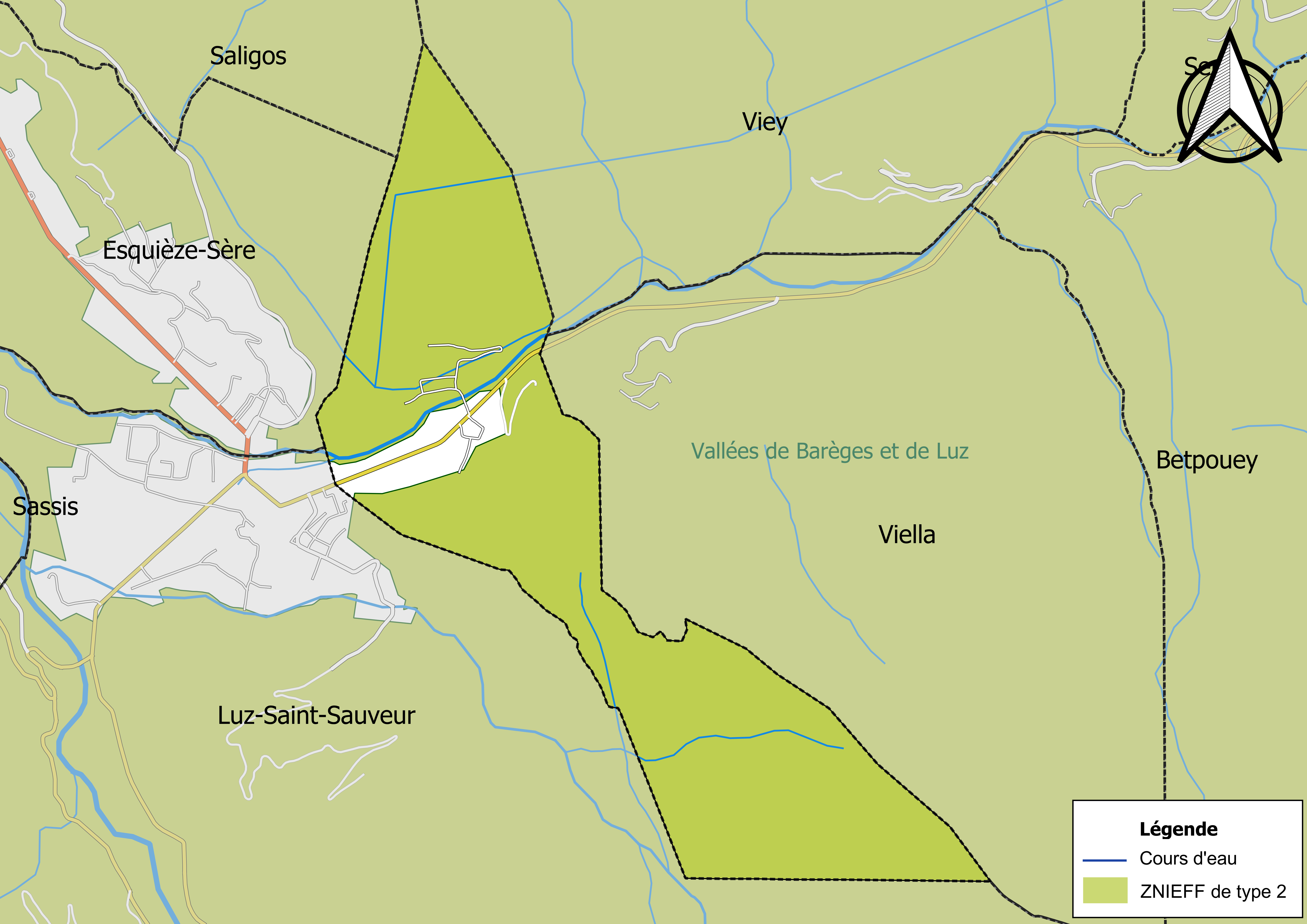
Carte de la ZNIEFF de type 2 sur la commune.

## Urbanisme

### Typologie
Au 1er janvier 2024, Esterre est catégorisée bourg rural, selon la nouvelle grille communale de densité à sept niveaux définie par l'Insee en 2022.
Elle appartient à l'unité urbaine de Luz-Saint-Sauveur, une agglomération intra-départementale regroupant douze  communes, dont elle est une commune de la banlieue,,. La commune est en outre hors attraction des villes,.

### Occupation des sols
L'occupation des sols de la commune, telle qu'elle ressort de la base de données européenne d’occupation biophysique des sols Corine Land Cover (CLC), est marquée par l'importance des forêts et milieux semi-naturels (72,7 % en 2018), une proportion identique à celle de 1990 (72,7 %). La répartition détaillée en 2018 est la suivante : 
milieux à végétation arbustive et/ou herbacée (40,5 %), forêts (32,3 %), prairies (19,1 %), zones urbanisées (6,6 %), zones agricoles hétérogènes (1,6 %).
L'IGN met par ailleurs à disposition un outil en ligne permettant de comparer l’évolution dans le temps de l’occupation des sols de la commune (ou de territoires à des échelles différentes). Plusieurs époques sont accessibles sous forme de cartes ou photos aériennes : la carte de Cassini (XVIIIe siècle), la carte d'état-major (1820-1866) et la période actuelle (1950 à aujourd'hui).

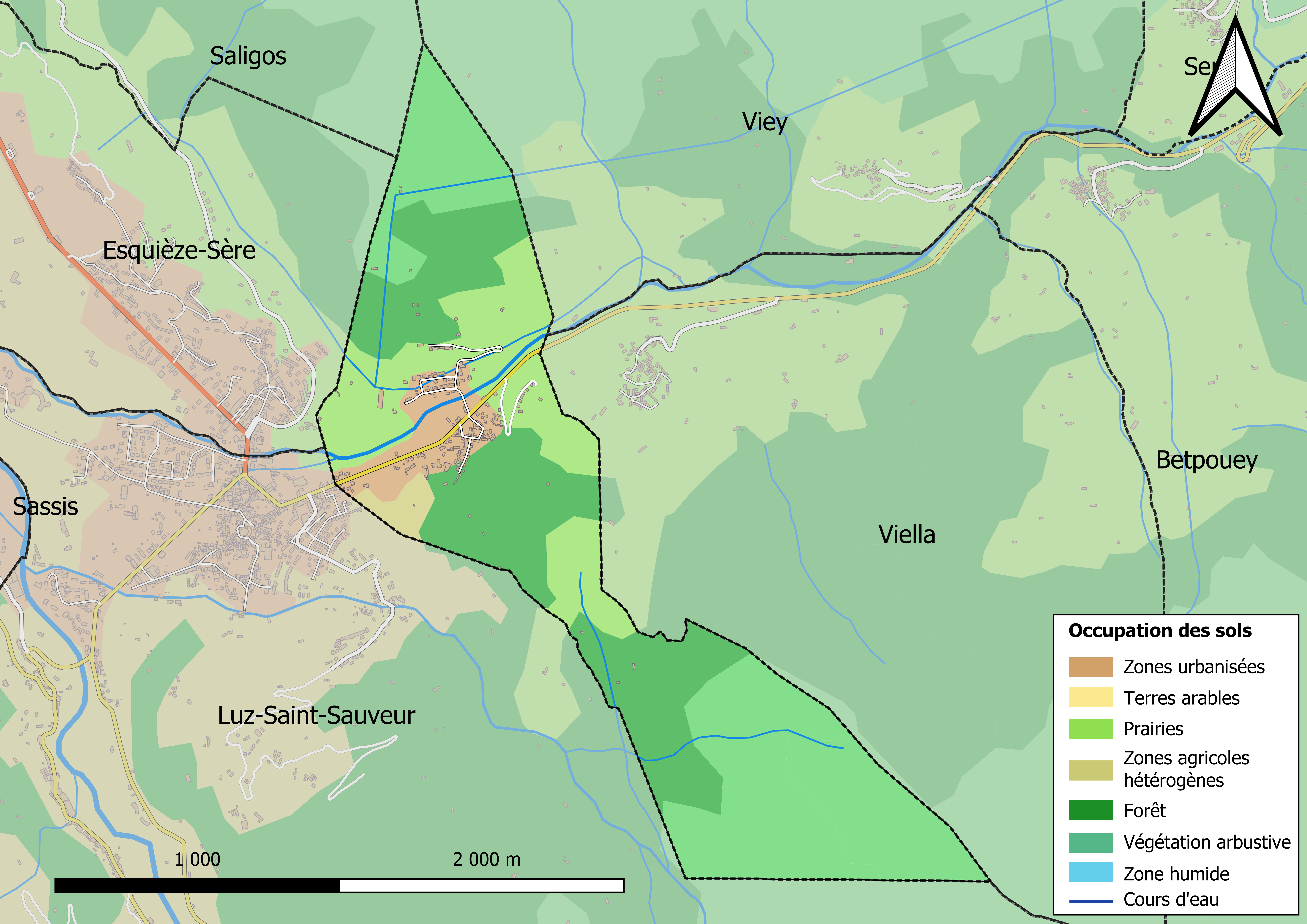
Carte des infrastructures et de l'occupation des sols en 2018 (CLC) de la commune.
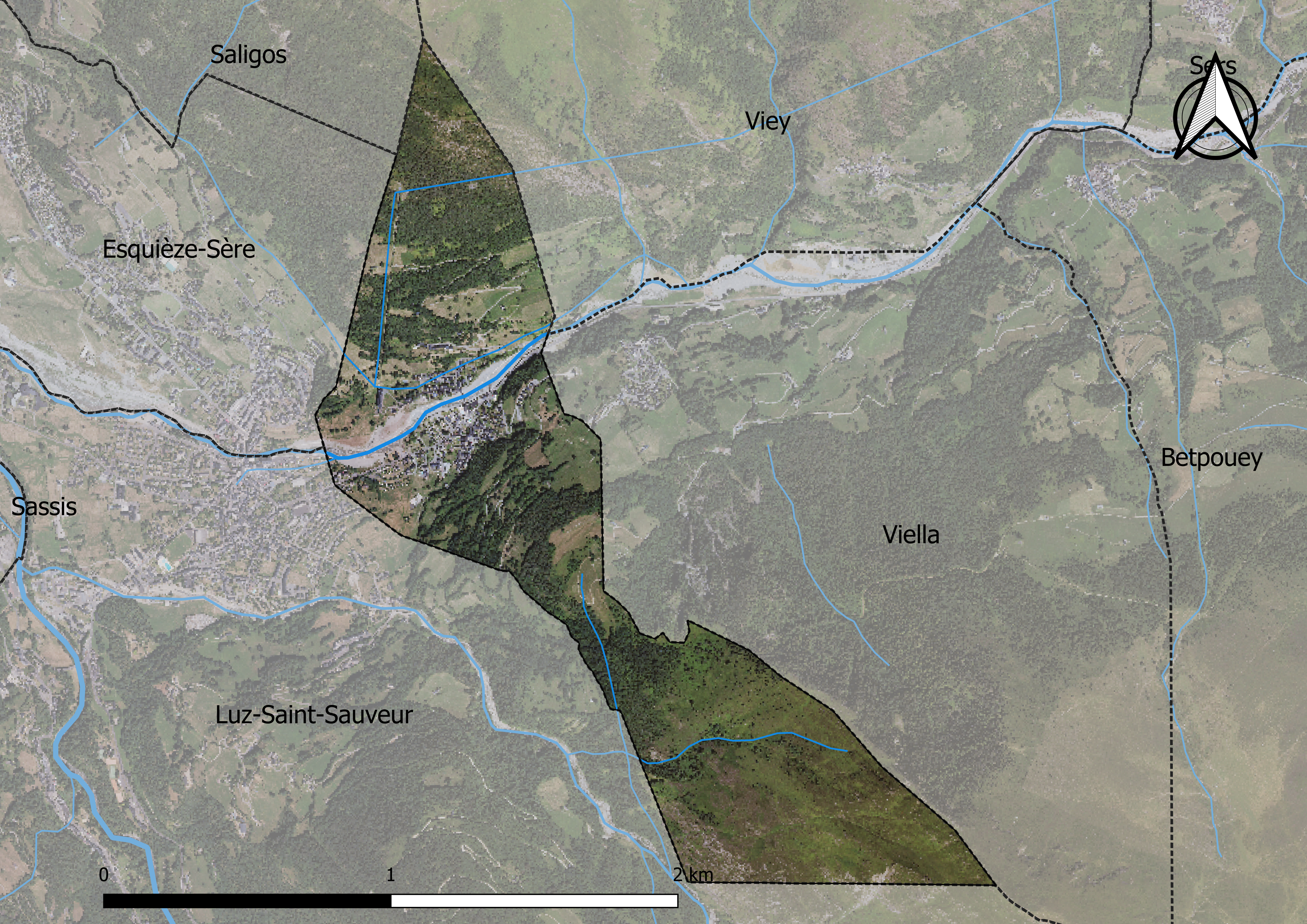
Carte orthophotogrammétrique de la commune.

### Voies de communication et transports
Cette commune est desservie par la route départementale D 918.

### Risques majeurs
Le territoire de la commune d'Esterre est vulnérable à différents aléas naturels : météorologiques (tempête, orage, neige, grand froid, canicule ou sécheresse), inondations, feux de forêts, mouvements de terrains, avalanche  et séisme (sismicité moyenne). Il est également exposé à un risque particulier : le risque de radon. Un site publié par le BRGM permet d'évaluer simplement et rapidement les risques d'un bien localisé soit par son adresse soit par le numéro de sa parcelle.

#### Risques naturels
Certaines parties du territoire communal sont susceptibles d’être affectées par le risque d’inondation par débordement de cours d'eau, notamment le Bastan. La cartographie des zones inondables en ex-Midi-Pyrénées réalisée dans le cadre du XIe Contrat de plan État-région, visant à informer les citoyens et les décideurs sur le risque d’inondation, est accessible sur le site de la DREAL Occitanie. La commune a été reconnue en état de catastrophe naturelle au titre des dommages causés par les inondations et coulées de boue survenues en 1982, 1999, 2009 et 2013,.
Esterre est exposée au risque de feu de forêt. Un plan départemental de protection des forêts contre les incendies a été approuvé par arrêté préfectoral le 21 avril 2020 pour la période 2020-2029. Le précédent couvrait la période 2007-2017. L’emploi du feu est régi par deux types de réglementations. D’abord le code forestier et l’arrêté préfectoral du 27 octobre 2014, qui réglementent l’emploi du feu à moins de 200 m des espaces naturels combustibles sur l’ensemble du département. Ensuite celle établie dans le cadre de la lutte contre la pollution de l’air, qui interdit le brûlage des déchets verts des particuliers. L’écobuage est quant à lui réglementé dans le cadre de commissions locales d’écobuage (CLE)

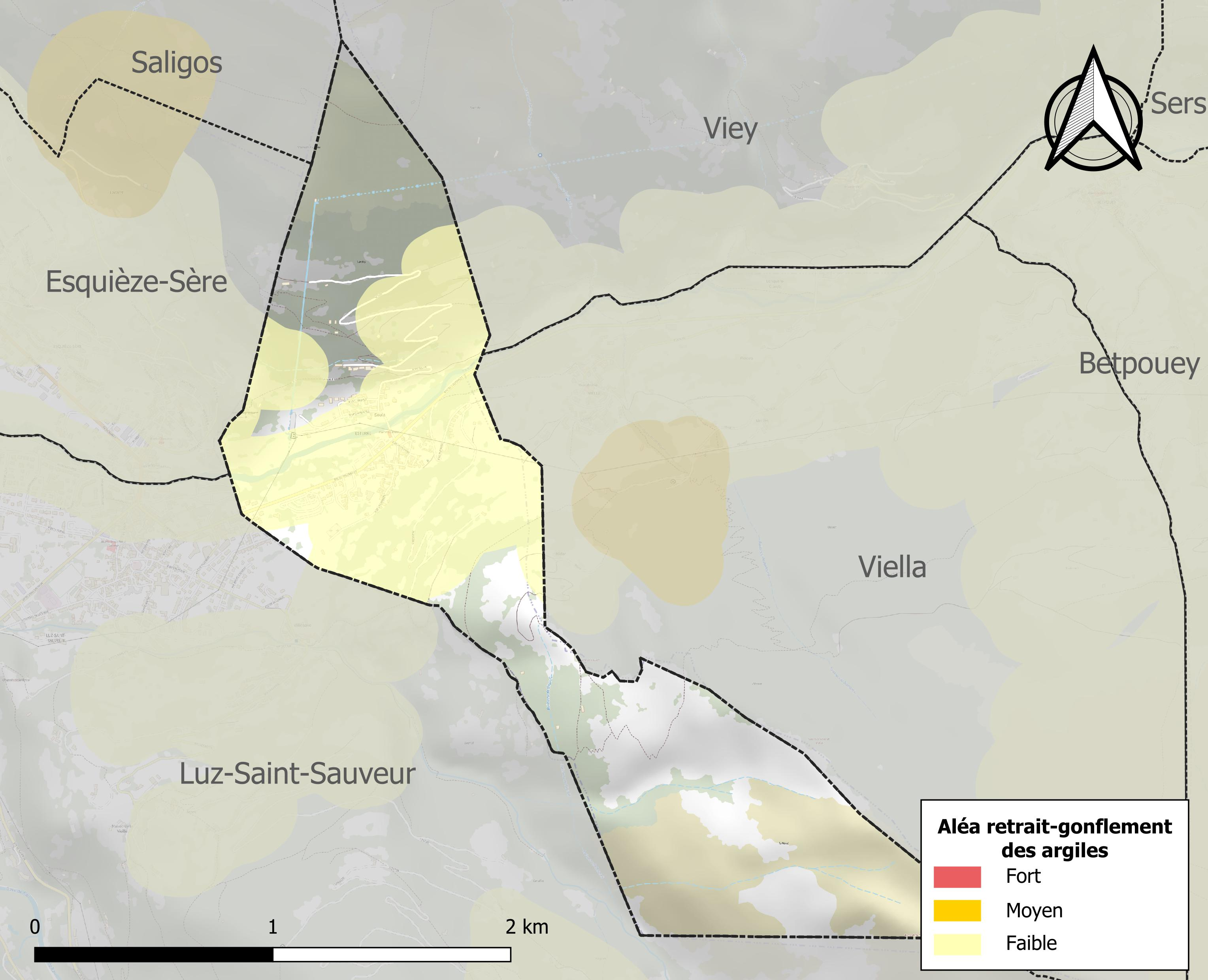
Carte des zones d'aléa retrait-gonflement des sols argileux d'Esterre.

Les mouvements de terrains susceptibles de se produire sur la commune sont des mouvements de sols liés à la présence d'argile et des tassements différentiels.
Le retrait-gonflement des sols argileux est susceptible d'engendrer des dommages importants aux bâtiments en cas d’alternance de périodes de sécheresse et de pluie. La totalité de la commune est en aléa faible (44,5 % au niveau départemental et 48,5 % au niveau national). Sur les 117 bâtiments dénombrés sur la commune en 2019, aucun n'est en aléa moyen ou fort, à comparer aux 75 % au niveau départemental et 54 % au niveau national. Une cartographie de l'exposition du territoire national au retrait gonflement des sols argileux est disponible sur le site du BRGM,.
Par ailleurs, afin de mieux appréhender le risque d’affaissement de terrain, l'inventaire national des cavités souterraines permet de localiser celles situées sur la commune.
Concernant les mouvements de terrains, la commune a été reconnue en état de catastrophe naturelle au titre des dommages causés par des mouvements de terrain en 1999 et 2013.
La commune est exposée aux risques d'avalanche. Les habitants exposés à ce risque doivent se renseigner, en mairie, de l’existence d’un plan de prévention des risques avalanches (PPRA). Le cas échéant, identifier les mesures applicables à l'habitation, identifier, au sein de l'habitation, la pièce avec la façade la moins exposée à l’aléa pouvant faire office, au besoin, de zone de confinement et équiper cette pièce avec un kit de situation d’urgence,.

#### Risque particulier
Dans plusieurs parties du territoire national, le radon, accumulé dans certains logements ou autres locaux, peut constituer une source significative d’exposition de la population aux rayonnements ionisants. Certaines communes du département sont concernées par le risque radon à un niveau plus ou moins élevé. Selon la classification de 2018, la commune d'Esterre est classée en zone 3, à savoir zone à potentiel radon significatif.

## Toponymie

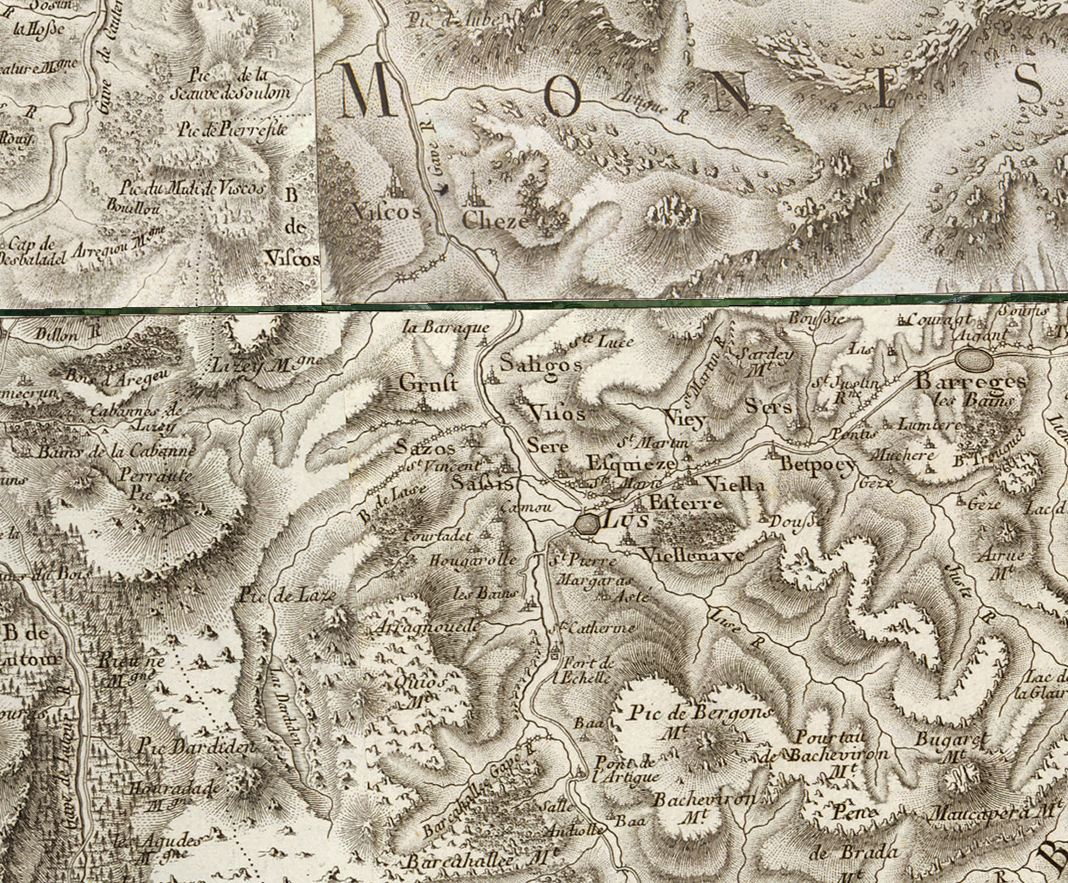
Extrait de la carte de Cassini (entre 1756 et 1789) situant Esterre à côté de Luz-Saint-Sauveur.

Ce toponyme pyrénéen, de signification inconnue, est antérieur à la romanisation. Michel Grosclaude et Jean-François Le Nail rapportent les dénominations historiques du village :
Dénominations historiques :
- Guilhermi Orioli de Sterra, latin (XIIe siècle, cartulaire de Bigorre) ;
- De Sterra, De-Stera, Sterra (XIIe siècle, ibid.) ;
- W. Fuert de Sterra (1251, actes Bonnefont) ;
- Esterre (1285, montre Bigorre) ;
- De-Sterra (1313, Debita regi Navarre) ;
- De Esterra (1342, pouillé de Tarbes) ;
- de Estera, de Sterra, de-Stera (1429, censier de Bigorre) ;
- Esterre (1614, Guillaume Mauran).

On note l’élision de la voyelle initiale dans les formes latinisées.
Nom occitan : Estèrra.

## Les Hospitaliers
Perché au sommet d'un éperon rocheux, il a constitué au cours des siècles un véritable lieu stratégique pour la vallée mais aussi un lieu de refuge pour les populations. Sa construction date du Xe siècle par les comtes de Bigorre. Au XIVe siècle, ce furent les Hospitaliers de l'ordre de Saint-Jean de Jérusalem qui l'occupèrent. Ensuite les Anglais en prirent possession jusqu'au moment où le comte de Clermont en 1404, aidé des habitants de la vallée commandés par Aougé de Coufitte les en chassa et mit ainsi un terme à l'occupation anglaise de la vallée. Le château fut ensuite peu à peu abandonné. Les vestiges du château Sainte-Marie sont inscrits au titre des monuments historiques depuis le 16 octobre 1930. Sa restauration est entreprise dans les années 1980, sauvegardant ainsi un des vestiges les plus marquants de l'histoire de la vallée.

## Politique et administration

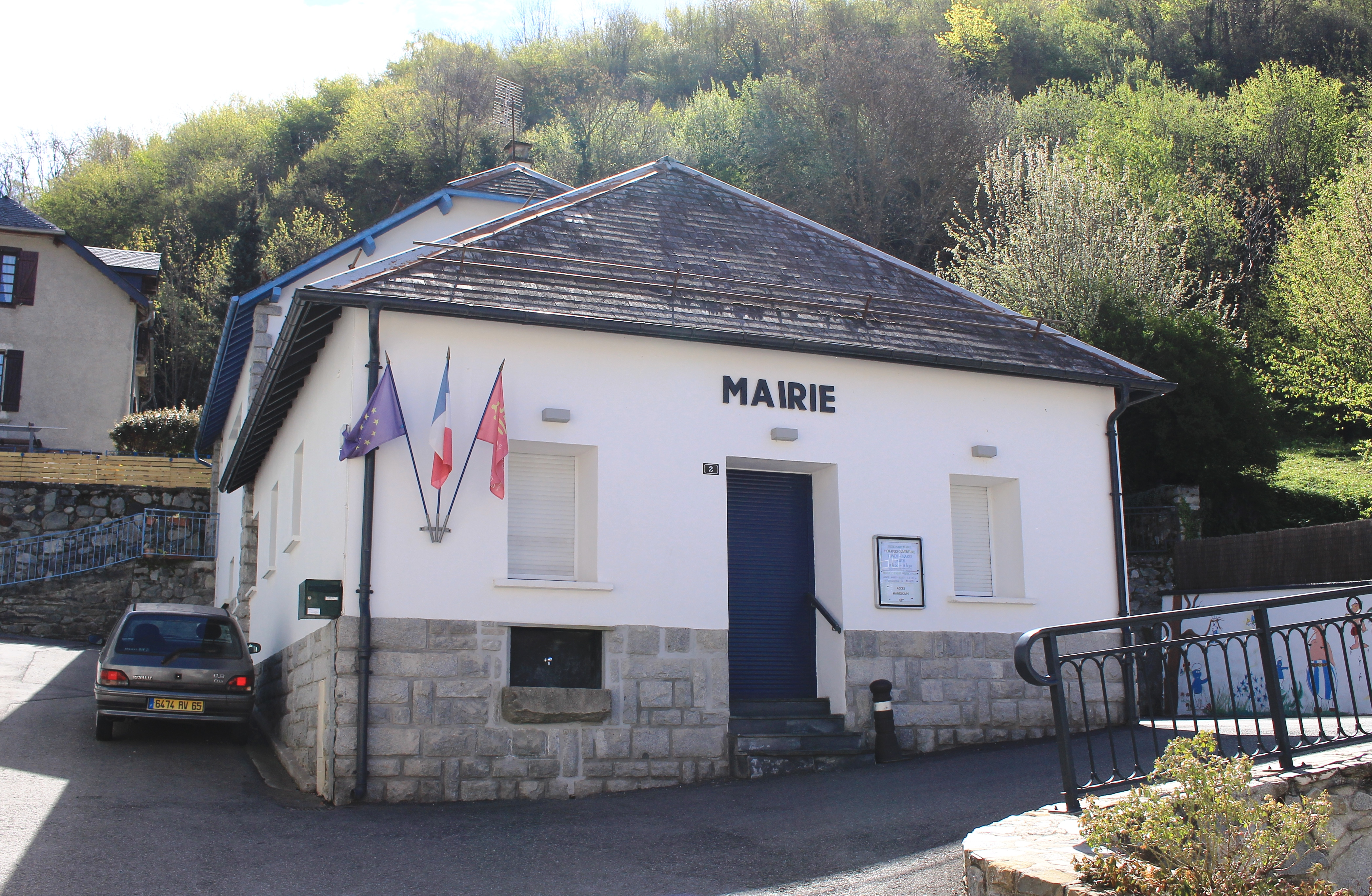
La mairie en 2021.

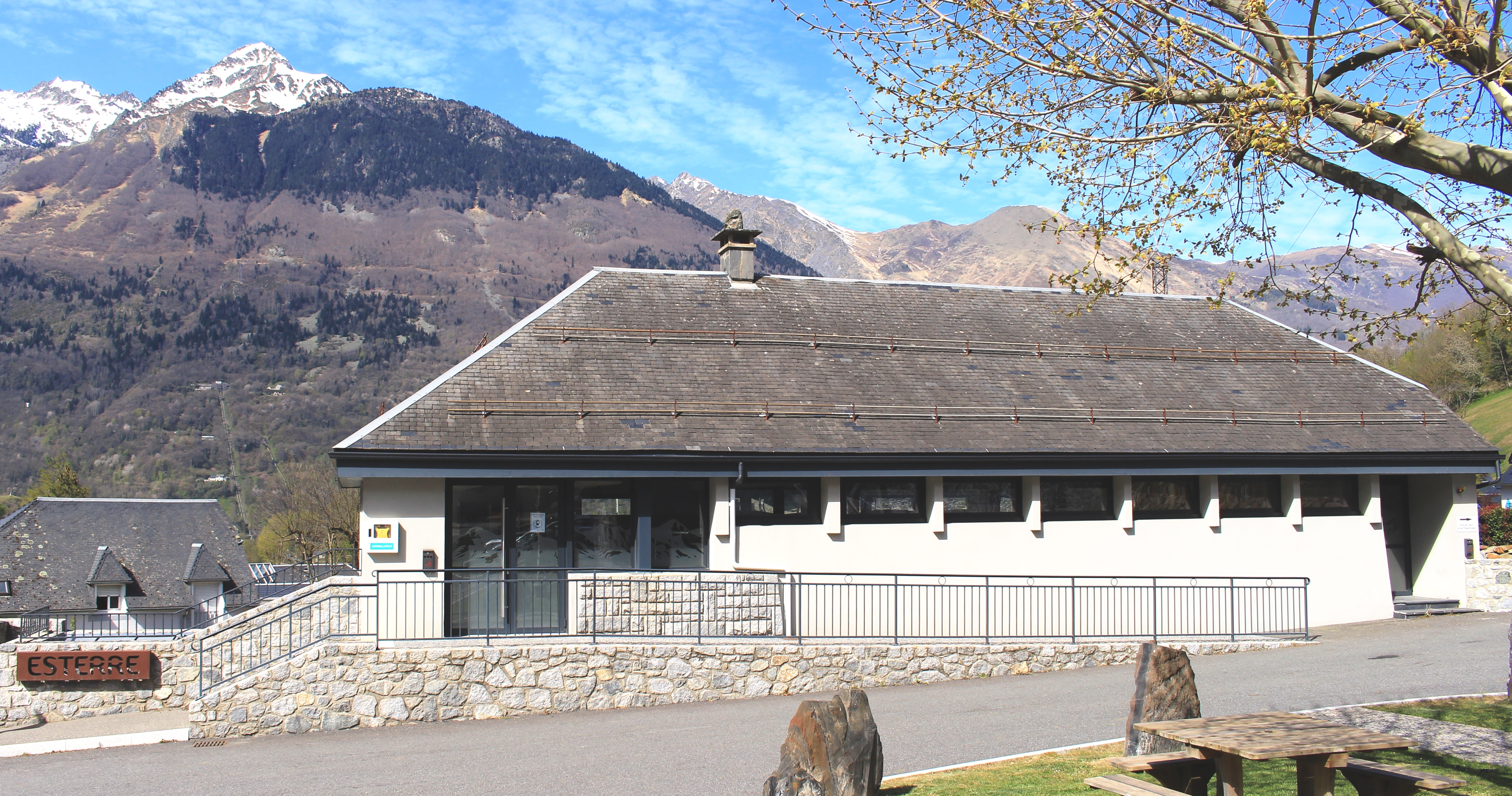
Le foyer rural en 2021.

### Intercommunalité
Esterre appartient à la communauté de communes Pyrénées Vallées des Gaves créée en janvier 2017 et qui réunit 46 communes.

### Liste des maires
| Période                                  | Période   | Identité      | Étiquette | Qualité  |
| ---------------------------------------- | --------- | ------------- | --------- | -------- |
| Les données manquantes sont à compléter. |           |               |           |          |
|                                          |           |               |           |          |
| mars 2001                                | mars 2014 | Noël Fourtine |           |          |
| mars 2014                                | En cours  | Raymond Theil |           | Retraité |

## Population et société

### Démographie

#### Évolution démographique
L'évolution du nombre d'habitants est connue à travers les recensements de la population effectués dans la commune depuis 1793. Pour les communes de moins de 10 000 habitants, une enquête de recensement portant sur toute la population est réalisée tous les cinq ans, les populations de référence des années intermédiaires étant quant à elles estimées par interpolation ou extrapolation. Pour la commune, le premier recensement exhaustif entrant dans le cadre du nouveau dispositif a été réalisé en 2007.

En 2022, la commune comptait 186 habitants, en évolution de −2,62 % par rapport à 2016 (Hautes-Pyrénées : +1,59 %, France hors Mayotte : +2,11 %).
| 1793 | 1800 | 1806 | 1821 | 1831 | 1836 | 1841 | 1846 | 1851 |
| ---- | ---- | ---- | ---- | ---- | ---- | ---- | ---- | ---- |
| 232  | 234  | 228  | 245  | 312  | 301  | 307  | 335  | 308  |

| 1856 | 1861 | 1866 | 1872 | 1876 | 1881 | 1886 | 1891 | 1896 |
| ---- | ---- | ---- | ---- | ---- | ---- | ---- | ---- | ---- |
| 312  | 300  | 274  | 266  | 230  | 244  | 241  | 234  | 222  |

| 1901 | 1906 | 1911 | 1921 | 1926 | 1931 | 1936 | 1946 | 1954 |
| ---- | ---- | ---- | ---- | ---- | ---- | ---- | ---- | ---- |
| 212  | 217  | 216  | 185  | 194  | 224  | 166  | 173  | 300  |

| 1962 | 1968 | 1975 | 1982 | 1990 | 1999 | 2006 | 2007 | 2012 |
| ---- | ---- | ---- | ---- | ---- | ---- | ---- | ---- | ---- |
| 210  | 188  | 151  | 135  | 189  | 199  | 206  | 207  | 195  |

| 2017 | 2022 | - | - | - | - | - | - | - |
| ---- | ---- | - | - | - | - | - | - | - |
| 191  | 186  | - | - | - | - | - | - | - |

## Économie

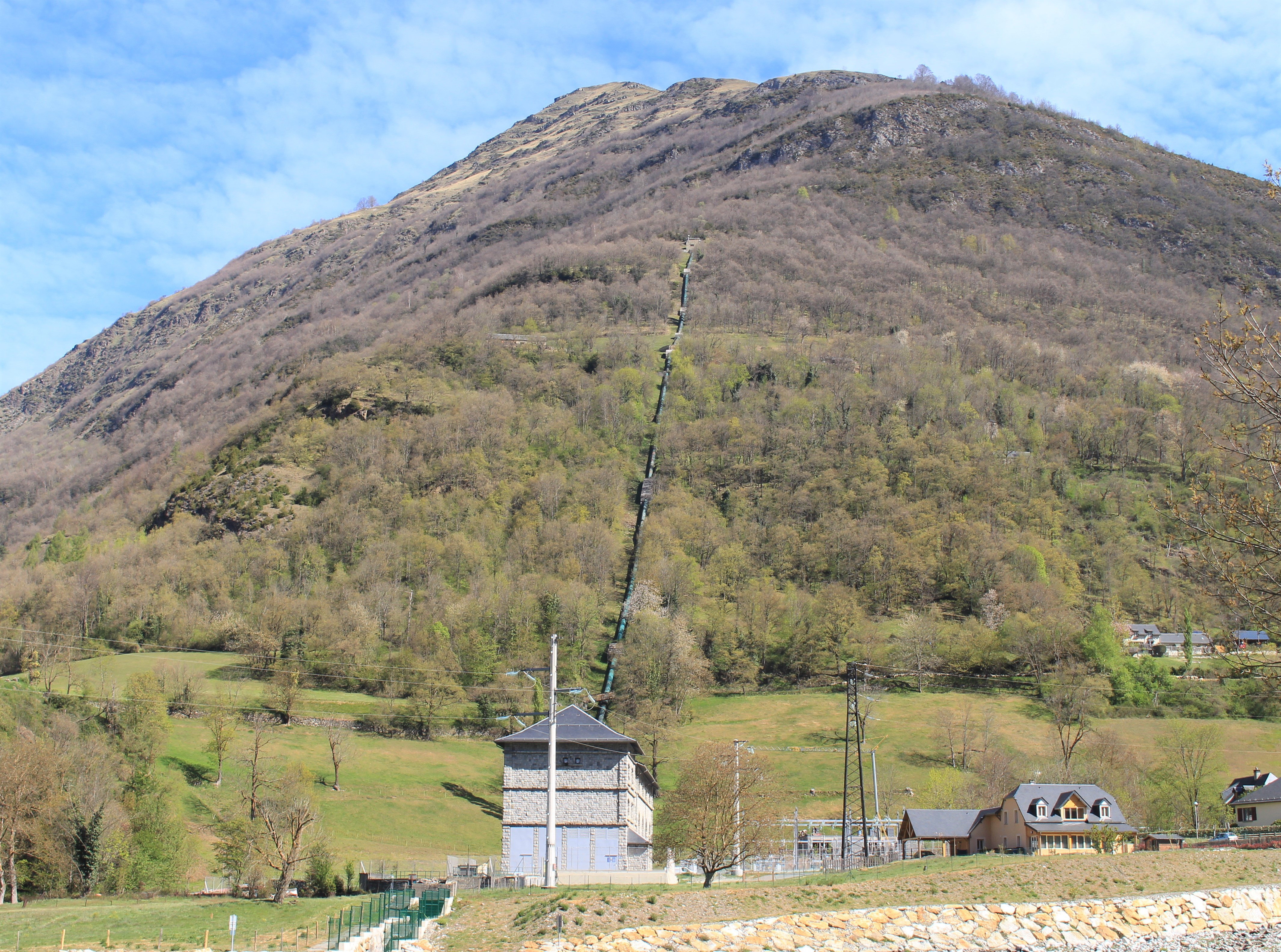
La centrale hydroélectrique d'Esterre

.

### Revenus
En 2018, la commune compte 93 ménages fiscaux, regroupant 193 personnes. La médiane du revenu disponible par unité de consommation est de 21 960 € (20 420 € dans le département).

### Emploi
|                | 2008  | 2013  | 2018  |
| -------------- | ----- | ----- | ----- |
| Commune        | 6,4 % | 3,9 % | 5,9 % |
| Département    | 7,7 % | 9,4 % | 9,8 % |
| France entière | 8,3 % | 10 %  | 10 %  |

En 2018, la population âgée de 15 à 64 ans s'élève à 120 personnes, parmi lesquelles on compte 74,8 % d'actifs (68,9 % ayant un emploi et 5,9 % de chômeurs) et 25,2 % d'inactifs,. Depuis 2008, le taux de chômage communal (au sens du recensement) des 15-64 ans est inférieur à celui de la France et du département.
La commune est hors attraction des villes,. Elle compte 24 emplois en 2018, contre 39 en 2013 et 36 en 2008. Le nombre d'actifs ayant un emploi résidant dans la commune est de 83, soit un indicateur de concentration d'emploi de 28,8 % et un taux d'activité parmi les 15 ans ou plus de 52 %.
Sur ces 83 actifs de 15 ans ou plus ayant un emploi, 18 travaillent dans la commune, soit 22 % des habitants. Pour se rendre au travail, 77,1 % des habitants utilisent un véhicule personnel ou de fonction à quatre roues, 4,8 % les transports en commun, 13,2 % s'y rendent en deux-roues, à vélo ou à pied et 4,8 % n'ont pas besoin de transport (travail au domicile).

## Culture locale et patrimoine

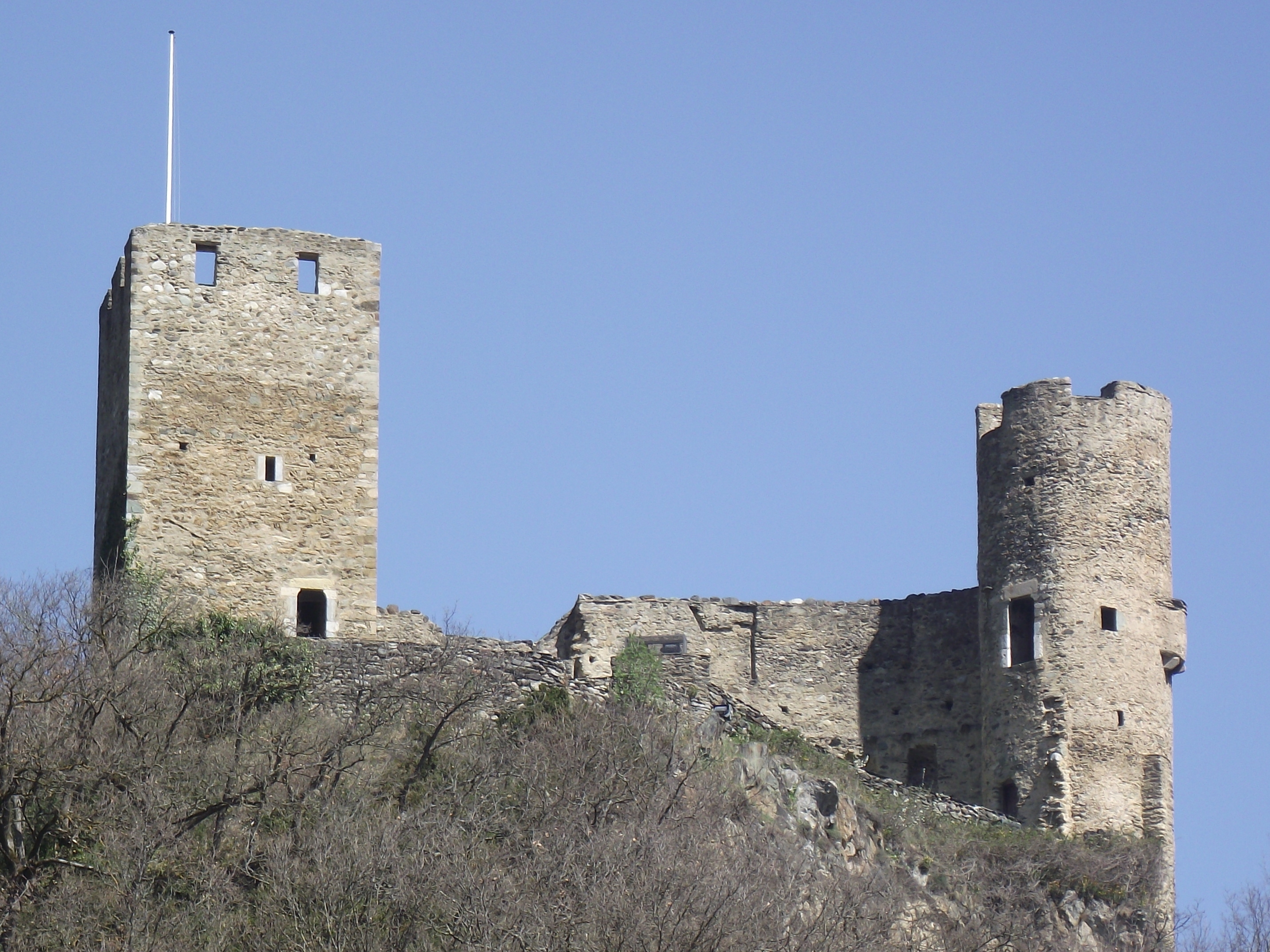
Ruines du château Sainte-Marie vues depuis Luz-Saint-Sauveur.

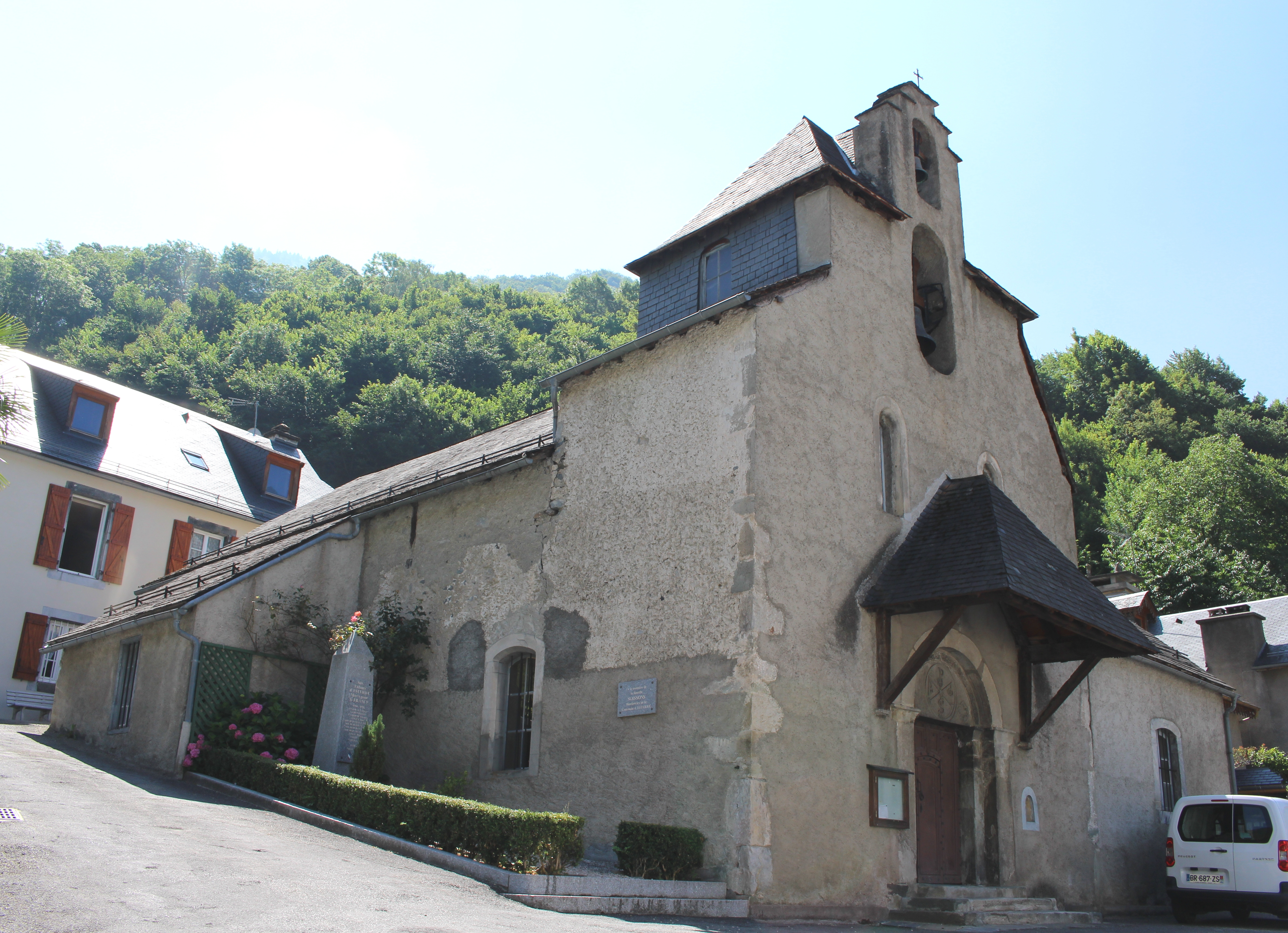
L'église Saint-Étienne en 2016.

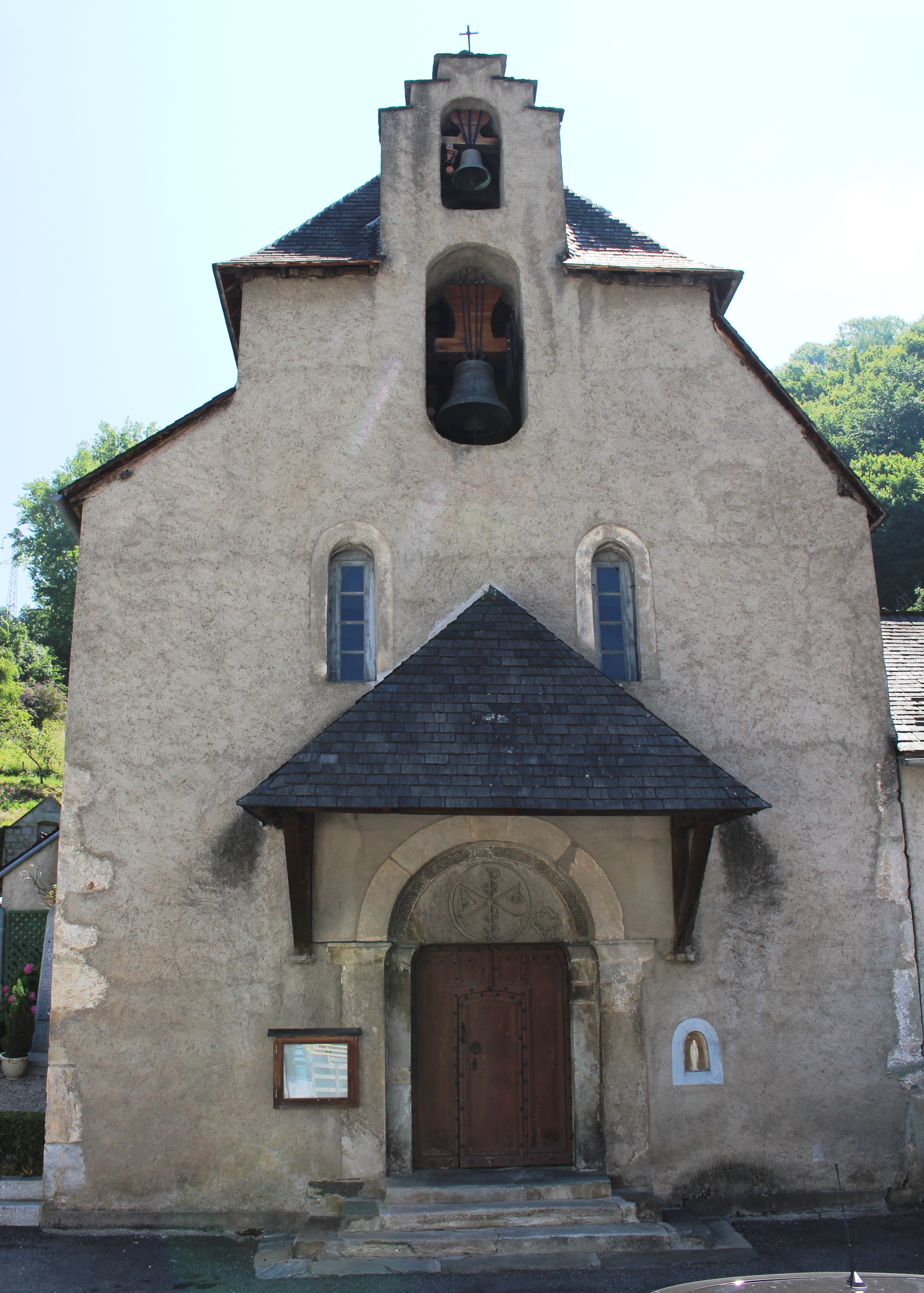
L'église.

### Lieux et monuments
- Bien qu'indiqué couramment comme monument de Luz-Saint-Sauveur, le château Sainte-Marie est implanté sur la commune d'Esterre.
- Église Saint-Étienne d'Esterre.